# Jules Gros (Journalist)

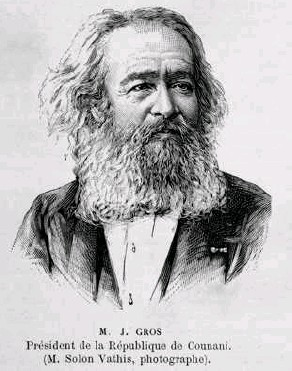
Jules Gros, Präsident der „Republique de Cousani“ (Januar 1888)

Jules Gros (* 3. März 1829 in Montluel, Frankreich; † 30. Juli 1891 in Vanves, Frankreich) war ein französischer Journalist und Sekretär der Société de géographie. Er wurde im Mai 1887 Präsident der kurzlebigen Republik Unabhängiges Guyana in Südamerika, jedoch bereits im September 1887 wieder abgesetzt.

## Biografie
Jean Jules Gros, geboren am 16. März 1829 in Montluel, schlug die Laufbahn als Journalist ein. Sein Spezialgebiet waren geographische Themen. Er schrieb unter anderem für Le Petit Journal, Le Tour du Monde und Le Journal des Voyages. Gros war Mitglied der Société de géographie, deren Sekretär er zeitweise war.

Die Republik Unabhängiges Guyana entspricht in etwa dem brasilianischen Bundesstaat Amapá (grün markiert)

Da seinerzeit die Grenzen zwischen Französisch-Guayana und Brasilien unklar waren, war das Gebiet südlich von Französisch-Guayana zwischen dem Fluss Oyapock und dem Amazonas neutrales Gebiet. 1886 erklärte eine Gruppe französischer Abenteurer dieses Gebiet, das in etwa dem heutigen brasilianischen Bundesstaat Amapá entspricht, zur Republik Unabhängiges Guyana (französisch: République de la Guyane indépendante), nach der Hauptstadt auch als „Republik von Counani“ oder „Counani-Freistaat“ bezeichnet.
Zum Präsidenten wählten die „Staatsgründer“ Jules Gros, der über die neu gegründete Republik berichtet hatte. Im Mai 1887 informierten sie Gros in Paris per Telegramm über seine Wahl. Gros übte sein Amt in Paris aus. Er geriet jedoch bald in Konflikt mit seinen „Beamten“ vor Ort, die er des Schmuggels bezichtigte, woraufhin ihm Alkoholismus vorgeworfen wurde. Als er alle „Beamten“ entließ, wurde er postwendend abgesetzt. Gros hingegen akzeptierte seine Absetzung nicht und erklärte sich zum Präsidenten auf Lebenszeit. Er ging an Bord eines britischen Schiffes mit dem Ziel Französisch-Guayana. Die französische Regierung informierte die britische Regierung über die Reise, und Gros wurde in Guyana prompt nach Frankreich zurückgeschickt.
Gros starb am 30. Juli 1891 in Vanves bei Paris im Alter von 62 Jahren.